# Вільгельм де Соннак
Вільгельм (Гійом) де Соннак (Сонней) (фр. Guillaume de Sonnac; д/н — 18 лютого або 6 квітня 1250) — 18-й великий магістр ордену тамплієрів в 1247—1250 роках.

## Життєпис
Походив з шляхетського роду Сонней з верхнього Пуату або Турені. В джерелах перекручений на Соннак. Втім низка дослідників вважає його представником роду Сонак з графства Керсі або Соннак в віконстві Каркассон. Також тривалий час розглядався як Вільгельм де Сон'як з графства Руерг, проте на тепер це дослідниками загалом спростовано.
Замолоду долучився до ордену тамплієрів. Спочатку був ректором командорства Озон в Дофіне, потім прецепотором командорства Сент-Елалі-де-Сернон в Тулузькому графстві.
1236 року призначено прецептором провінції Аквітанія. На цій посаді перебував до 1247 року, коли загинув великий магістр Рішар де Бюр. За різними відомостями обраний новим очільником ордену ще перебуваючи в Європі або по прибуттю до Палестини. На той час територія християнських володінь на Близькому Сході ще більше зменшилася.
Вільгельм де Соннак намагався проводити політику попередників щодо перемовин з емірами та султанами Єгипту з династії Аюбідів, граючи на їх протиріччях. Намагався виступити посередником між французьким королем Людовиком IX і єгипетським султаном Ас-Саліхом Аюбом. Втім король відмовився від перемовин, очоливши початок Сьомого хрестового походу.
Разом з тим став першим великим магістром, який дбав про письмову фіксацію всіх аспектів діяльності ордену, розпорядившись, щоб архіви були кодифіковано.
У 1249 році на чолі загону тамплієрів в складі французької армії де Соннак висадився у Єгипті. Брав участь у захопленні Дам'єтти. У лютому 1250 відзначився в битві біля Ель-Мансури, де потрапив в оточення, але зміг прорватися, незважаючи на поранення та втрату ока. Але під час другої битви біля Ель-Мансура Вільгельм де Соннак загинув. За іншими відомостями його було вбито 6 квітня під час битви біля Фаризкура. Новим великим магістром став Рено де Віш'є.